# Estación de Medal
La estación de Medal es un apeadero ferroviario situado en el municipio español de Coaña en el Principado de Asturias. Forma parte de la red de vía estrecha operada por Renfe Operadora a través su división comercial Renfe Cercanías AM. Cuenta con servicios regionales de la línea R-1f entre Ferrol y Oviedo.

## Situación ferroviaria
Se encuentra en el punto kilométrico 185,76 de la línea férrea de ancho métrico que une Ferrol con Gijón a 70 metros de altitud, entre las estaciones de Loza y de Navia. El tramo es de vía única y está sin electrificar.

## Historia
Las instalaciones ferroviarias fueron abiertas al tráfico el 6 de septiembre de 1972 con la apertura del tramo Vegadeo-Luarca. El Estado fue el encargado de realizar unas obras que pretendían unir Ferrol con Gijón siguiendo la costa cantábrica y que concluían precisamente con la finalización de este tramo. Culminaba de esa forma un proyecto casi interminable que se había iniciado en 1886. 
La gestión de la estación y la explotación del servicio recayeron en manos de FEVE hasta que en 2013 la explotación fue atribuida a Renfe Operadora y las instalaciones a Adif.

## Servicios ferroviarios

### Regionales
Los trenes regionales que unen Ferrol y Asturias tienen parada en la estación. Según el destino final, puede ser necesario un transbordo en la estación de Pravia. 
| Línea | Origen/Destino | Paradas intermedias | Destino/Origen |
| ----- | -------------- | --- | -------------- |
|       | Ferrol         | San Xoán · Virxe do Mar · Santa Cecilia · Alto del Castaño · Piñeiros · Ponto · Jubia · Ferrerías · Sedes · Pedroso · San Saturnino · Lamas · Apalla · Moeche · Labacengos · Entrambasrías · Cerdido · Cuqueira · Santa María de Mera · Ponte de Mera · San Claudio · Senra · Ortigueira · Espasante · Loiba · Barquero · Vicedo · Mosende · Folgueiro · Covas · Vivero · Vivero-Apeadero · Juances · Jove-Pueblo · Jove · Lago · Bidueiros · San Ciprián · Madeiro · Burela · Cangas de Foz · Nois · Fazouro · Marzán · Foz · Barreiros · Reinante · Esteiro · Os Castros · Rinlo · Ribadeo · Vegadeo-Pueblo · Vilavedelle · Castropol · Las Campas · Tol · Tapia de Casariego · La Caridad · Cartavio · Loza · Medal · Navia · Piñera-Villaoril · Villapedre · Otur · Luarca · Barcia · Canero · San Cristóbal · Cadavedo · Tablizo · Ballota · Santa Marina · Novellana · Valdredo · Soto de Luiña · San Cosme · San Martín de Luiña · La Magdalena · Villademar · Cudillero · El Pito-Piñera · Muros de Nalón · Los Cabos · Santianes · Pravia · Beifar · San Román · Aces · Sandiche · Grado · Peñaflor de Grado · Vega de Anzo · Santa María de Grado · Trubia · Soto Udrión · San Pedro · San Claudio · Las Mazas · Las Campas · Argañosa · Vallobín | Oviedo         |